# 菅原エン
菅原 エン（すがわら エン、1900年2月27日 - 1994年2月15日）は、日本の政治家。元衆議院議員（1期）。歌人、俳人、号は艶女。

## 経歴
岩手県東磐井郡渋民村曽慶（現一関市大東町曽慶）出身。盛岡高等女学校（現・岩手県立盛岡第二高等学校）を経て、結婚し子供を儲けるが、離婚し、実家に戻り、地元の小学校に勤務する。その後、上京し戸板裁縫学校高等師範科（現・戸板女子短期大学）に入り、1929年に卒業する。卒業後は帰郷し、岩手県歌人協会会員。岩手県翼賛報国会文芸部員となり、歌人、俳人として短歌や俳句を詠んだ。
1946年の第22回衆議院議員総選挙で、岩手県全県区にて日本進歩党から立候補してトップで初当選した。国内初の女性代議士の一人で、女子従業員の待遇改善や民生委員の女性登用などに尽力した。
翌1947年の総選挙で岩手2区から民主党で立候補したが落選。1949年の総選挙に無所属で立候補したが落選した。
のちに自民党に入党し、大東町支部の顧問となった。
1994年死去。